# 35239 Ottoseydl
35239 Ottoseydl este o planetă minoră (asteroid) din centura de asteroizi. A fost descoperită pe 25 septembrie 1995 la Observatorul Kleť de Miloš Tichý⁠(d). 
Obiectul prezintă o orbită caracterizată de o semiaxă mare de 2,8918144 UAi, o excentricitate de 0,08, o înclinație de 1,40997 ° în raport cu ecliptica.